# August Schmölzer

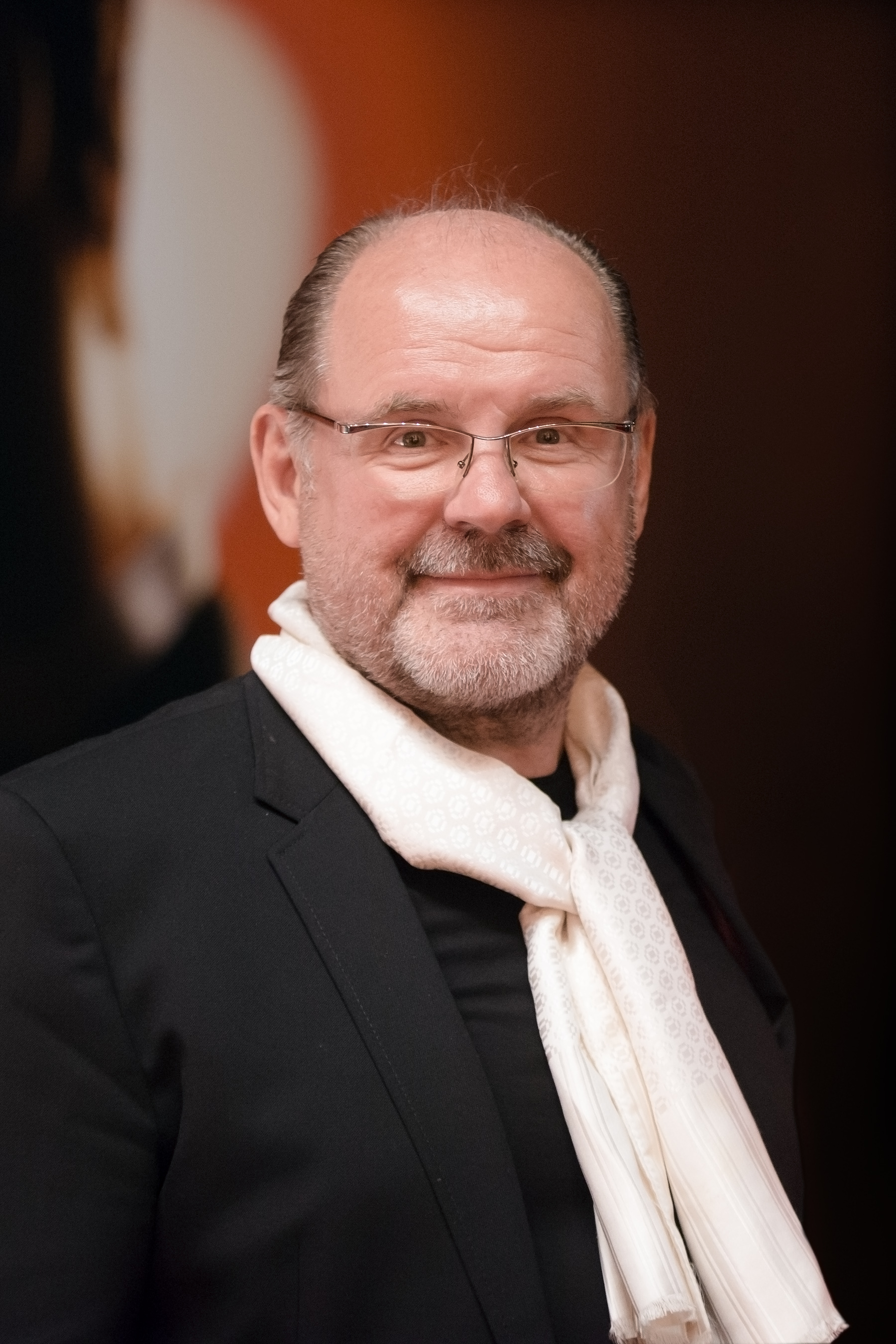
August Schmölzer (2016)

August Schmölzer (* 27. Juni 1958 in St. Stefan ob Stainz) ist ein österreichischer Schauspieler und Schriftsteller.

## Leben
August Schmölzer begann nach einer Lehre als Koch 1979 ein Schauspielstudium an der Hochschule für Musik und Darstellende Kunst in Graz; in New York besuchte er Kurse in Rollenstudium am renommierten Herbert Berghoff Studio.
Nach seinem Abschluss in Graz 1982 wurde er nach seinem Debüt in Heilbronn an das Theater in der Josefstadt engagiert. Unter Otto Schenk spielte er zahlreiche Hauptrollen. Bei den Salzburger Festspielen war er „der gute Gesell“ neben Helmuth Lohner in Jedermann, Pompeius in Antonius und Cleopatra unter Peter Stein. Im Jahr 1999 spielte er am Staatstheater Stuttgart den Bärenjosef in Geierwally (Regie: Martin Kušej). Seit April 2000 ist August Schmölzer freies Mitglied der Münchner Kammerspiele.
Eine wiederkehrende Rolle hatte Schmölzer in Julia – Eine ungewöhnliche Frau, neben Christiane Hörbiger spielte er in 23 Folgen zwischen 1999 und 2000. In der Fernsehserie Die Familienanwältin war er zwischen 2006 und 2007 in 16 Folgen zu sehen. Von 2005 bis 2013 war er in 10 Filmen der Reihe Die Landärztin zu sehen. Im Jahr 2013 spielte er in vier Episoden der Erfolgsserie Der letzte Bulle mit.
2014 erschien sein Roman Der Totengräber im Buchsbaum, eine Neubearbeitung wurde im September 2023 unter dem Titel Am Ende wird alles sichtbar veröffentlicht und von Regisseur Peter Keglevic verfilmt.

## Filmografie (Auswahl)

### Filme
- 1986: Tatort – Wir werden ihn Mischa nennen
- 1990: Tunnelkind
- 1991: Requiem für Dominik
- 1991: Wolfgang A. Mozart
- 1992: Herr Ober!
- 1993: Schindlers Liste (Schindler’s List)
- 1993: Der Fall Lucona
- 1994: Der Salzbaron (Miniserie)
- 1994: Kaltes Feuer (Frostfire, Fernsehfilm)
- 1994: Lauras Entscheidung (Fernsehfilm, Regie: Uwe Janson)
- 1996: Die Halbstarken (Fernsehfilm)
- 1996: Tod im Paradies
- 1997: Der Unfisch
- 1997: Bandits
- 1998: Der Eisbär
- 1998: Vergewaltigt – Eine Frau schlägt zurück
- 1999: Tatort – Starkbier
- 2000: Tatort – Der Millenniumsmörder
- 2001: Tatort – Tödliche Tagung
- 2001: Die Windsbraut
- 2002: Eine außergewöhnliche Affäre (Fernsehfilm)
- 2002: August der Glückliche (Fernsehfilm)
- 2002: Tatort – Zartbitterschokolade
- 2003: Jennerwein (Fernsehfilm)
- 2003: Utta Danella – Der Sommer des glücklichen Narren
- 2004: Nacktschnecken
- 2004: Der Untergang
- 2004: Tatort – Tod unter der Orgel
- 2005: Oktoberfest
- 2007: Der geheimnisvolle Schatz von Troja (Fernsehfilm)
- 2007: Afrika, mon amour (3-teiliger Fernsehfilm)
- 2008: Wir sind das Volk – Liebe kennt keine Grenzen (Zweiteiler)
- 2009: Johanna – Köchin aus Leidenschaft (Fernsehfilm)
- 2009: Mein Nachbar, sein Dackel & ich (Fernsehfilm)
- 2010: Die Hüttenwirtin (Fernsehfilm)
- 2010: Vielleicht in einem anderen Leben
- 2011: Tatort – Jagdzeit
- 2011: Der Winzerkrieg (Fernsehfilm)
- 2011: Meine Schwester (Fernsehfilm)
- 2011: Der Chinese (Fernsehfilm)
- 2012: Das Vermächtnis der Wanderhure (Fernsehfilm)
- 2012: 2 für alle Fälle – Manche mögen Mord (Fernsehreihe)
- 2012: Hannas Entscheidung (Fernsehfilm)
- 2012: Ludwig II.
- 2012: So wie du bist
- 2014: Landkrimi – Steirerblut (Fernsehfilm)
- 2014: Die Fremde und das Dorf (Fernsehfilm)
- 2015: Die Toten vom Bodensee (Fernsehfilm)
- 2015: Die Tote im Tal (Fernsehfilm)
- 2016: Ein Geheimnis im Dorf – Schwester und Bruder (Fernsehfilm)
- 2017: Inga Lindström – Tanz mit mir (Fernsehfilm)
- 2017: Treibjagd im Dorf (Fernsehfilm)
- 2018: Die Toten vom Bodensee – Der Wiederkehrer (Fernsehfilm)
- 2018: Erik & Erika
- 2020: Schlaf (Kinofilm)
- 2021: Alice im Weihnachtsland (Fernsehfilm)
- 2023: Am Ende wird alles sichtbar

### Fernsehserien
- 1994–2002: Kommissar Rex (3 Folgen)
- 1995: Die Kommissarin (Folge 2x03)
- 1996: Stockinger (Folge 1x01)
- 1997: Der Bergdoktor (Folge 5x05)
- 1997–2005: Ein Fall für zwei (3 Folgen)
- 1998: Balko (Folge 3x08)
- 1999: Wilsberg: Wilsberg und die Tote im See
- 1999: Der Bulle von Tölz: Tod am Hahnenkamm
- 1999–2000: Julia – Eine ungewöhnliche Frau (23 Folgen)
- 2000: Großstadtrevier (Folge 10x08)
- 2000: Alarm für Cobra 11 – Die Autobahnpolizei (Folge 8x01)
- 2000, 2005: Der Fahnder (Folgen 10x01, 12x06)
- 2000: SOKO 5113 (Folge 18x07)
- 2001: Doppelter Einsatz (Folge 7x03)
- 2001: Die Verbrechen des Professor Capellari (Folgen 1x09–1x10)
- 2002: Der Bulle von Tölz: Mörder unter sich
- 2003: Zwei Profis (Folge 1x07)
- 2003: Die Cleveren (Folge 5x05)
- 2004: Edel & Starck (Folge 3x06)
- 2004: Im Namen des Gesetzes (Folge 9x04)
- 2004: SK Kölsch (Folge 6x08)
- 2005, 2010: SOKO Kitzbühel (Folgen 4x05, 9x11)
- 2006: Commissario Laurenti – Die Toten vom Karst
- 2006: Die Landärztin – Diagnose Tollwut
- 2006–2007: Die Familienanwältin (16 Folgen)
- 2006: Unter Verdacht – Atemlos
- 2006, 2009: SOKO Wien (Folgen 2x05, 5x02)
- 2006: Commissario Laurenti – Gib jedem seinen eigenen Tod
- 2008: Siska (Folge 11x03)
- 2008, 2012: Der Alte (Folgen 32x03, 39x01)
- 2009: Der Staatsanwalt (Folge 3x04)
- 2009: Mord in bester Gesellschaft – Der süße Duft des Bösen
- 2009: Die Landärztin – Schleichendes Gift
- 2009: Polizeiruf 110: Klick gemacht
- 2012: Schnell ermittelt (Folge 4x09)
- 2012: Die Garmisch-Cops (Folgen 1x01, 1x03)
- 2013: Die Landärztin – Entscheidung des Herzens
- 2013: Die Landärztin – Vergissmeinnicht
- 2013: Lilly Schönauer – Weiberhaushalt
- 2013: Kommissar Rex (Folge 6x11)
- 2013: Der letzte Bulle (4 Folgen)
- 2022–2024: Die Kaiserin (8 Folgen)

## Publikationen
- Der arme Ritter – Ein erotisches Kochbuch, 2007 CM Medienverlag, ISBN 978-3-900254-36-0
- Herzensbildung: Über die Kunst, sich im Anderen wiederzuerkennen, 2011 Styria Premium, ISBN 978-3-222-13342-8
- Von Ameis’ Wolf und Schwein, 2011 CM Medienverlag, ISBN 978-3-900254-69-8
- Der Totengräber im Buchsbaum, Roman, 2014 Merlin Verlag, ISBN 978-3-87536-310-4

- Gedanken zur Zeit Band I, 2015 CM Medienverlag, ISBN 978-3-900254-80-3
- Gedanken zur Zeit Band II, 2014 CM Medienverlag, ISBN 978-3-900254-97-1
- Gedanken zur Zeit Band III, 2015 CM Medienverlag, ISBN 978-3-903102-03-3

- Am Ende wird alles sichtbar, Neubearbeitung von Der Totengräber im Buchsbaum, edition keiper, Graz 2023, ISBN 978-3-903575-00-4
- Heimat, edition keiper, Graz 2024, ISBN 978-3-903575-21-9

## Auszeichnungen
- 2009: Deutscher Fernsehpreis für den Zweiteiler Wir sind das Volk – Liebe kennt keine Grenzen in der Kategorie „Bester Mehrteiler“
- 2012: Österreicher des Jahres für sein „Humanitäres Engagement“
- 2016: Ehrenzeichen des Landes Steiermark für sein „Humanitäres Engagement“